# Petit Zab
Pour les articles homonymes, voir Zab.
Le Petit Zab, appelé Caprus, (Kapros) par les grecs, est une rivière, affluent du Tigre, prenant sa source en Iran dans les monts Zagros à 3 000 mètres d'altitude et se jetant dans le Tigre en Irak après un parcours d'environ 400 km. Elle est coupée par le Barrage de Dokan au Kurdistan irakien, puis par le barrage de Dibbis.
Un autre affluent du Tigre s'appelle le Grand Zab ou Lycus (Lycos) dans les textes grecs. On retrouve deux rivières nommées Lycus et Caprus au voisinage de la ville Laodicée du Lycos en Turquie. Dans les deux cas cela crée un couple Loup/Lycos/Lycus et Sanglier/Kapros/Caprus.